# ساختمان انجمن حکمت و فلسفه ایران
ساختمان انجمن حکمت وفلسفه ایران مربوط به دوره پهلوی اول است و در تهران، خیابان حافظ، خیابان نوفل لوشاتو، نرسیده به خیابان ولیعصر واقع شده و این اثر در تاریخ ۲۵ مهر ۱۳۸۳ با شمارهٔ ثبت ۱۱۲۰۴ به‌عنوان یکی از آثار ملی ایران به ثبت رسیده است.